# Robert Rogers
Robert Rogers (1731. november 7. – London, 1795. május 18.) brit őrnagy az amerikai gyarmati háborúk idején, a modern kori irreguláris hadviselés egyik megteremtője. Leginkább az angol telepeseknek az indiánok és a francia gyarmatosítók elleni harcában való részvétele miatt ismert, míg az Amerikai Függetlenségi Háború alatt a britek oldalán folytatott későbbi szerepvállalása kevésbé él a köztudatban.

## Korai évei

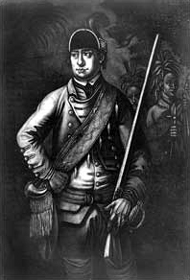
Hiteles ábrázolás nem maradt fenn Robert Rogersről; ez egy művész alkotása.

Ír telepesek leszármazottjaként, 1731-ben született a Methuen nevű kisvárosban, Massachusetts állam északkeleti részén. Ez idő tájt a város az északra irányuló gyarmatosítás kiindulópontjának számított. 1739-ben, nyolcéves korában családja északabbra költözött szerencsét próbálni. Itt apja egy települést alapított, amelyet Munterloney-nek nevezett el. Rogers maga Mountalona néven hivatkozik a településre, napjainkban ennek a New Hamshire államban található városnak a neve Dunbarton. Rogersnek nem volt felhőtlen gyermekkora, az angol gyarmatok ez idő tájt folyamatos, egyre kiújuló harcokat folytattak a többi európai gyarmatosító hatalommal. Az Osztrák örökösödési háború Rogers kilencéves korában tört ki, és csak tizenhét éves korában ért véget. Ekkorra Rogers már tapasztalt katonának számított. Ezekről az éveiről nem sokat tudni, de valószínűnek látszik, hogy szolgált a New Hampshire-i polgárőrségben. Feltehetően kémként is szolgált a William Pepperrell által a Louisbourg nevű francia erőd elfoglalására felállított seregtestben.
1748-ban, az örökösödési háború befejezése után, immáron felnőttként, önálló egzisztencia után kellett néznie. Mint sok más katonaember békeidőben, gyakran nem teljesen egyenes utakat választott az érvényesülésre, bár éles határvonal ekkoriban, ezen a területen még nem létezett a hasonló magatartások és a bűncselekmények között. Példának okáért elterjedt volt a telepesek között a csempészetben való részvétel is. 1754-ben, 21 éves korában Rogerst is megvádolták azzal, hogy csempészbandát szervezett.

## Rogers Rangerei

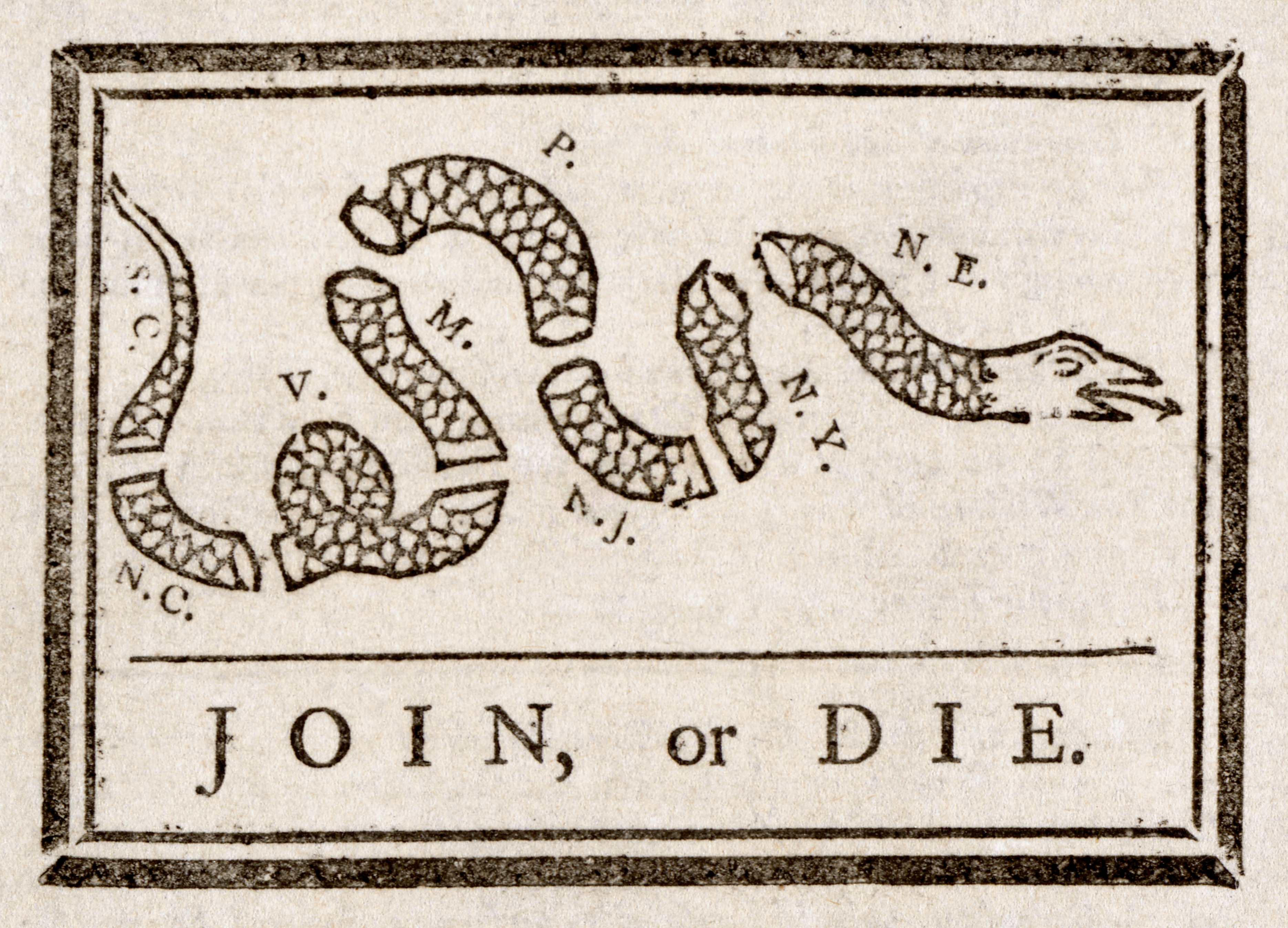
Gúnyrajz a gyarmati háborúk idejéből

1753-ban a franciák elfoglaltak egy angol erődöt Pittsburgh közelében, és átnevezték Fort Duquesne névre. Ez a terület az angol kereskedők egyik csomópontjának számított. Ezért Dinwiddie kormányzó megbízta George Washingtont az erőd visszafoglalásával. Washington csapatait azonban a franciák meglepték, és a Great Meadows-i csatában megadásra kényszerítették. A franciák megengedték neki, hogy visszatérjen Virginiába, abban a reményben, hogy ez a gesztus megszabadítja őket a további angol támadásoktól. Ennek ellenére 1755-ben Edward Braddock őrnagy és Washington 2000 emberrel újra a Duquesne erőd ellen vonult. Július 9-én az erőd közelében egy 700 indiánból és 250 franciából álló különítmény rajtuk ütött, a harcokban Braddock halálos sebet kapott, Washington pedig, miután átvette a vezérséget, sietve visszavonult. Az év folyamán a harcok átterjedtek a gyarmatok egész területére, majd Europára is. Anglia és Franciaország hadat üzent egymásnak. Kezdetben az angol telepesek sorozatos vereségeket szenvedtek a franciáktól és a nekibátorodott indiánoktól.
Mindezek az események Rogers bűnvádi eljárásának idejére estek. 1755-ben Rogers már John Winslow számára toborzott katonákat. A vádakat ejtették ellene, valószínűleg egy, a szolgálataiért cserébe ajánlott vádalku nyomán. Nem tudni pontosan, társainak mi lett a további sorsa, valószínűnek látszik, hogy legtöbbjük később belépett Rogers Ranger-különítményébe. Rogers felderítőparancsnokként elsősorban Új-Anglia területén tevékenykedett, a helyi telepesekből szervezett könnyűgyalogságával, melyet Rogers' Rangers-nek neveztek. Napjainkban a kanadai Queen's York Rangers és az amerikai U.S. Army Rangers egyaránt alapítójaként tekint Rogersre. Harcászati szabályait Rogers' Rules of Ranging című írásában foglalta össze.
Rogers, miután 1756-ban megérkezett Portsmouthba, nyomban nekilátott egy gyarmati csapattest felállításának. Az indián betörésektől sínylődő, visszavágásra áhítozó telepesek mindenben támogatták, és kivéló emberanyagot szolgáltattak számára. Alighanem ebben az időben kezdték magukat "Rogers Rangereinek" nevezni. Belépett portsmouthi St. John szabadkőműves páholyba is. Portsmouthban ismerkedett meg későbbi feleségével, Elizabeth Brownnal is, Arthur Browne anglikán tiszteletes legkisebb lányával, akivel 1761-ben házasodtak össze. 1756 végére Rogers már négy szakasznyi Rangert állított fel, melyek közül egynek a parancsnokságát maga látta el. Rogers testvérei, James, Richard és valószínűleg John is szolgáltak Rogers Rangerei között. Richard himlőben halt meg 1757-ben. Az Amerikai Függetlenségi Háború után James vette át Rogers helyét a King's Rangers parancsnokaként. John további sorsa ismeretlen, de feltehetően délen telepedett le Rogers 1762-es charlestoni látogatása után.

### Az északi hadjárat
A Rangerek 1755 és 1758 között számos bevetésen vettek részt az angol gyarmatok északi részén. Azonban ez idő tájt inkább kevésbé rátermettnek mondható brit főparancsnokok vezénylete alatt álltak. William Johnson, William Shirley, William Haviland és James Abercrombie vezetésével a britek jórészt csak pozícióik megtartását tudták elérni a Champlain-tó, a Crown Point erőd, a Ticonderoga erőd környékén, és a Hudson folyó felső folyása mentén. Kis számú győzelmeiket csak Új-Skócia tartományban könyvelhették el.
Ezekben a hadjáratokban a Rangerek nélkülözhetetlennek bizonyultak. Számuk hamarosan tizenkét csapattestre nőtt, kiegészülve az angolokkal szövetséges indiánok erőivel. A Rangereket a reguláris brit csapatoktól elkülönítve kezelték, és elsősorban felderítő, valamint rajtaütésszerű, kis kiterjedésű harcokban alkalmazták őket. Rogers volt a főparancsnokuk, ezenkívül a saját csapattestét személyesen vezette. 1758-ban Abercrombie, sikerei elismeréseként őrnaggyá léptette elő, John Starkot téve meg helyettes parancsnoknak. Ezután, kettős szerepének megfelelően, Rogers két rangot is viselt a hadseregben: kapitányit és őrnagyit.
1759-ben a hadiszerencse megfordult, és a britek Quebecig nyomultak előre. Mindezidáig a Rangereknek kevés alkalmuk volt, hogy kiválóságukat bizonyítsák a többi irreguláris csapattal szemben. Ekkor viszont Amherst tábornok egy kiváló tervvel állt elő: megbízta Rogerst egy mélyen az ellenséges vonalak mögött fekvő, az angol gyarmatokat leginkább fenyegető indián település, St. Francis elpusztításával. Ezek az indiánok már felhagytak hagyományos életmódjukkal, és egy francia misszió szomszédságában, városiasodva éltek. Rogers hadjárata során felégette a várost, lakossága körülbelül egynegyed részét elpusztította, és erőltetett menetben, bravúros módon elmenekült az üldözésére kiküldött francia csapatok elől a Connecticut folyó mentén.
A hadjárat lélektani ereje óriási volt. Az angol telepesek önbizalma visszatért. St. Francis a büntető hadjáratot túlélő lakosságának és a környező indiánoknak szembesülniük kellett azzal, hogy többé nem sebezhetetlenek. Az indián betörések nem szűntek meg teljesen eztán sem, de lényegesen megritkultak.

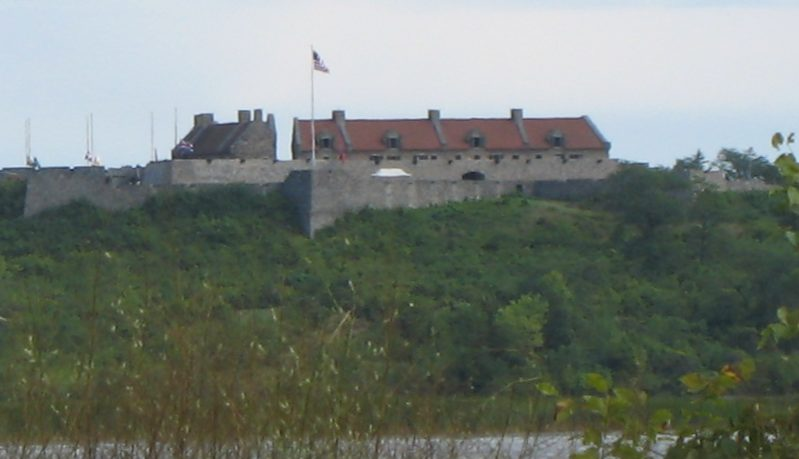
A Ticonderoga erőd
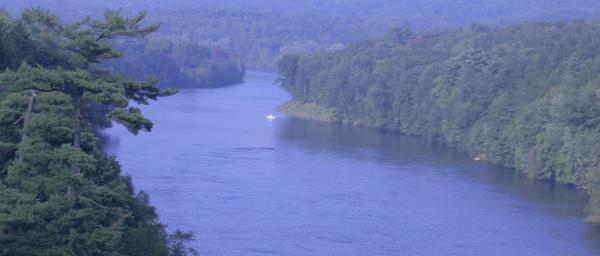
A Connecticut folyó Massachusettsben
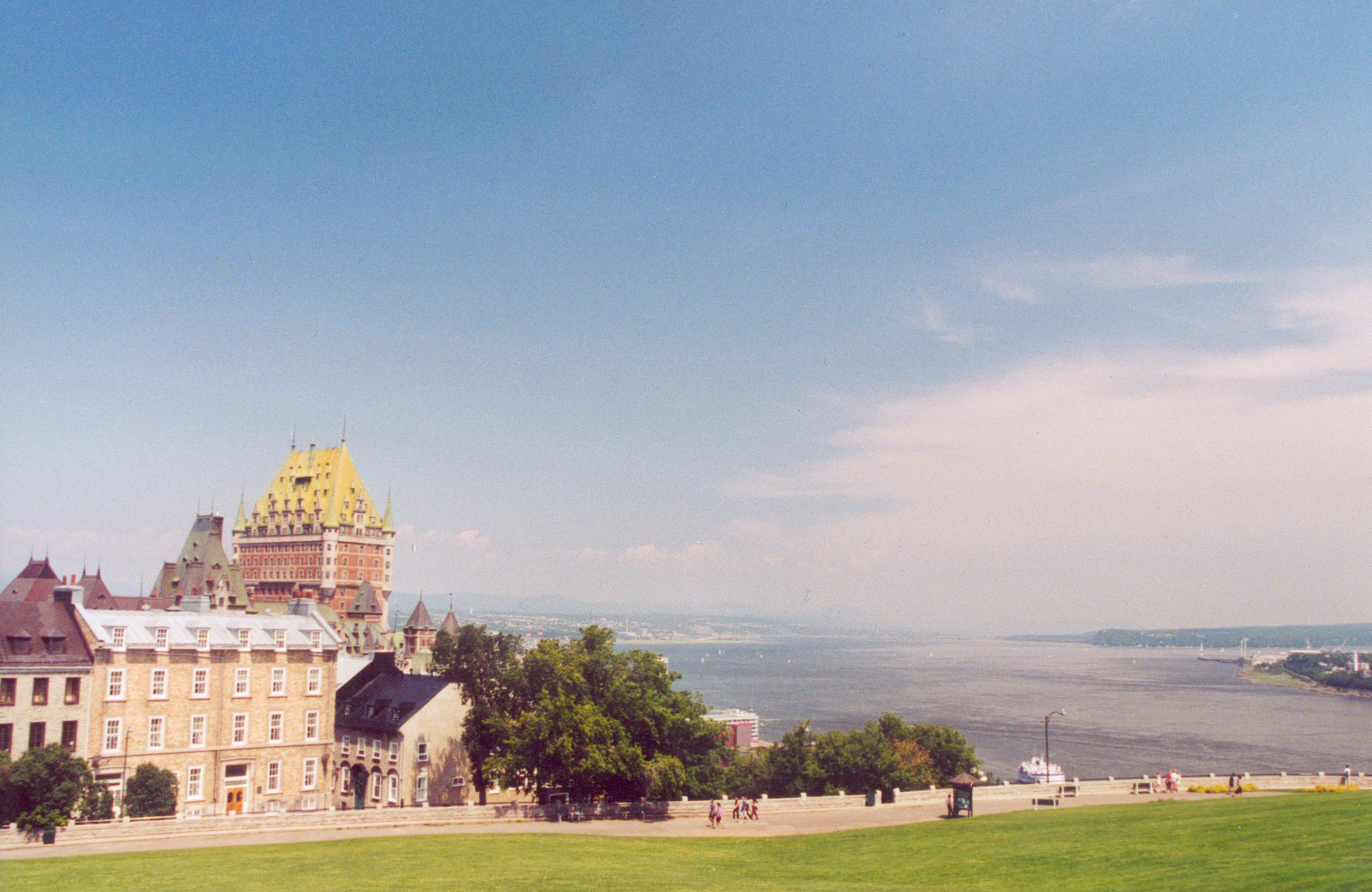
Plains of Abraham, Quebec

### A nyugati hadjárat
Quebec 1759-ben angol kézre került, majd 1760-ban Montréal is. Az angol telepesek elleni indián támadások megszűntek a gyarmatok keleti részén, így Rogers szolgálataira sem volt már itt szükség. Amherst tábornok Robert Monckton parancsnoksága alá helyezte Rogerst. Új állomáshelyét a Pennsylvaniabeli Fort Pitt erődben (korábban Fort Duquesne volt a neve) foglalta el. Monckton nem sokkal ezután a messze északon fekvő Detroitot ostromló Amherst tábornok segítségére küldte a Rangereket, melyet el is foglaltak.
A franciák lényegében már beletörődtek a vereségbe, de a velük szövetséges indiánok harci kedve változatlanul heves maradt. Eközben a hadműveleteket mindkét fél leállította. 1760-ban Rogerst küldték el, hogy vegye át a Nagy Tavak mentén fekvő francia helyőrségek parancsnokságát. Ez volt az utolsó feladata Rangers-parancsnoki minőségében. Feladatukat elvégezvén, a Rangereket is szélnek eresztették. Monckton ezután felajánlotta Rogersnek egy dél-karolinai reguláris csapattest parancsnokságát, de miután Rogers szemlét tartott a terepen, inkább felcserélte ezt a megbízatását egy New York-i csapattest parancsnoki tisztségével. Ezt a csapattestet is hamarosan leszerelték, Rogers pedig az eddigi fizetése felével inaktív állományba került.
Ennek nyomán megnövekedett szabadidejében személyes ügyeit igyekezett rendbetenni. Visszatért Új-Angliába és 1761 júniusában összeházasodott Elizabeth Browne-nal, akivel a New Hampshire államban fekvő Concordban telepedett le. Sok más angol telepeshez hasonlóan nekik is voltak rabszolgáik, többek között egy indián akit Rogers St. Francis ellen vezetett hadjárata idején ejtett fogságba.
Ez idő tájt jóval tehetősebb volt annál, mint amit ő vagy mások később állítottak életének ezen szakaszáról. Hatalmas földbirtokokat kapott New Hampshire déli részén szolgálatai jutalmaképpen, melyek nagy részét jó áron eladta, és így rendelkezett rabszolgatartáshoz szükséges tőkével is. Jelentős részt juttatott földbirtokaiból felesége családja számára is. Mindezek a tények nem támasztják alá az adósságban úszó, katonái zsoldját kifizetni alig tudó parancsnok képét, melyet később ő is előszeretettel terjesztett magáról.
Rogers békében sem volt képes megpihenni. A telepesek ez idő tájt még mindig az indián betörések elleni védelemmel voltak elfoglalva. 1761 végén Rogers elfogadta egy, mai kifejezéssel zsoldosoknak nevezhető, az észak-karolinai Cseroki indiánok leverésére szerveződött csapat parancsnokságát is.
1763-ban Michigan területén kitört a Pontiac nagyfőnök vezette indiánlázadás. Rogers ennek leverésére is önként ajánlkozott, és James Dalzell kapitánnyal együtt Detroit felmentésére indult. Az indiánlázadást Rogers aktív részvételével hamarosan le is verték. Ugyanekkor az 1763-as párizsi békével a gyarmati háborúkat is végleg lezárták, és Rogers továbbra is fél fizetéssel inaktív állományban maradt. Később legádázabb ellensége, Thomas Gage tábornok úgy nyilatkozott erről, hogy amennyiben ez idő tájt a hadsereg teljes fizetéssel aktív szolgálatban tartja meg, akkor elkerülhető lett volna a későbbi (Gage véleménye szerint elhibázott) kormányzói kinevezése.

## Ahétéves háborúutáni sikerei és kudarcai
Rogers teljes elhivatottsággal tevékenykedett Ranger-parancsnokként. Mint az ebben az időben a brit és a gyarmati hadseregekben megszokott volt, ő is a saját pénzéből szerelte fel a csapatait és ennek következtében súlyos adósságokat halmozott fel. 1764-ben hitelezői szorongatni kezdték, így sürgősen újabb pénzforrások után kellett néznie, hogy törleszteni tudjon.

### Írói munkássága Angliában
1765-ben Rogers Angliába utazott, hogy a szolgálataiért pénzbeli javadalmazást kérjen, és egyúttal hírnevét is készpénzre váltsa. Kiadták naplóját, valamint A Concise Account of North America című művét. Közvetlenül ezután, 1766-ban megírt egy színdarabot is Ponteach: or the Savages of America címmel, amely a korai amerikai dráma egyik képviselőjeként és az indiánok életéről szóló műként vált jelentőssé. Mindezekkel némi kedvező visszhangot is sikerült elérnie (bár drámáját elmarasztalták a kritikusok), és így a királyi udvar figyelmét is magára vonta. III.György király kihallgatáson is fogadta, akinek javaslatot tett egy, az Északnyugati átjáró felkutatására irányuló expedíció megszervezésére. Ennek vezetésére vonatkozó ajánlkozását kedvezően fogadták, így Rogerst rövidesen kinevezték Michilimackinac tartomány kormányzójának, megbízással arra, hogy kutassa fel az átjárót. Rogers rövidesen visszatért Amerikába, és elfoglalta új, kormányzói hivatalát.

### Michilimackinac kormányzója
Rogers kormányzói kilátásai biztatónak tűntek, mikor feleségével a környék szőrmekereskedelmét ellenőrző Michilimackinac erődbe költözött (napjainkban: Mackinack, Michigan). Posztja elfoglalását közmegelégedés kísérte. Befolyásos barátokkal, támogatókkal is rendelkezett Amherst tábornok és III. György király személyében, ám ők messze voltak. Amherst tábornok helyére 1763-ban a katonai rangfokozatokat vásároló Thomas Gage nevű arisztokratát nevezték ki az Amerikában állomásozó brit csapatok főparancsnokának. Gage szinte mindenben keresztbe tett Rogersnek. Úgy is mint Amherst tábornok barátját (aki tehetséges, rátermett katonatisztként Gage személyére örökös árnyékot vetett), úgy is mint közrendű telepest, Gage határtalanul gyűlölte Rogerst, és mindent elkövetett annak érdekében, hogy tönkretegye. Célját végül el is érte.
Rogers kormányzói tisztségére kihatott a korai Brit Birodalom válsága. II. Károly restorációja és a Dicsőséges Forradalom nem rendezte pontosan a király pozícióit. Elméletben III. György ugyanazokkal a jogokkal rendelkezett, melyekkel elődei az angol polgárháború előtt. Azonban, ha élt is volna ezekkel a jogokkal, fennállt a veszélye, hogy a Parlament megfosztja tisztétől, vagy ennél is rosszabb következményeket von magára. Az uralkodó ebben a rendszerben csak egy volt a korlátozott hatalommal bíró hatalmi ágak közül. A kérdés, hogy ezek közül melyiknek a hatalma volt a legnagyobb, visszatérő kérdés volt a brit kormányzat szinte minden szintjén.
A király azzal a megbízással nevezte ki Rogerst kormányzónak, hogy irányítsa és védje a napjainkban Michigan, Wisconsin, Illinois és Minnesota államok területén fekvő egykori francia tartományt. Ugyanakkor Rogers még mindig (egy fél kapitányi fizetéssel) a brit hadsereg szolgálatában állott, és így bizonyos mértékig Gage parancsnoksága és joghatósága alá tartozott. Gage nem mert nyíltan fellépni Amherst, vagy más nemesek ellen, sem a király által kinevezett kormányzót nem támadhatta nyíltan, hacsak erre jó ürügyet nem talál, hiszen a király lehetőségei szerint megvétózta volna az alaptalan eljárásokat. Gage törekvései tehát arra irányultak, hogy oly módon mozdítsa el Rogerst helyéről, ami kizárná a király közbeavatkozását.
Mindeközben Rogers kormányzói feladatait figyelemreméltó tehetséggel látta el, bár cselekedetei a brit társadalom bevett politikai normáinak néminemű figyelmen kívül hagyásáról árulkodnak. Jonathan Carver és James Tute vezetésével expedíciókat küldött ki a legendás Északnyugati Átjáró felkutatására, ám nekik nem sikerült meglelniük az átjárót. (A Csendes-óceán felé vezető út egészen Alexander MacKenzie 1793-as felderítő útjáig ismeretlen maradt.) Hatalmának megszilárdítása érdekében Rogers tárgyalásokat folytatott az indiánokkal valamint a franciákkal, és kidolgozott egy tervet, mely szerint a michilimackinaci tartomány egyik régiója közigazgatásilag a kormányzó és egy, a királynak alárendelt testület közös igazgatása alá került volna. Ezt a tervét III. György is támogatta volna, ám megvalósítására nem volt esély, mivel a Parlament ellenezte a király hatalmának növelését.

### Felségárulási pere
Gage minden lehetőséget megragadott, hogy lejárassa Rogerst, a háború alatt meggazdagodott opportunistának állította be, aki megszerzett vagyonát szerencsejátékon fecsérli el. Nehéz megítélni, mennyi valóságtartalma volt ezeknek a kijelentéseknek. Gage kételkedett Rogers lojalitásában (Gage-el szemben természetesen valóban nem is volt lojális), és így folyamatosan figyeltette. Rogersnek az indiánokkal folytatott egyezkedései is aggasztották Gage-et, mivel ő, sok más gyarmati brit tiszthez hasonlóan, az indiánokat alapvetően árulásra hajlamos csőcseléknek tekintette.
Mindezek miatt Gage kémekkel figyeltette Rogerst, ellenőrizte a levelezését és igyekezett lekenyerezni a beosztottait. Ez idő tájt Rogers megsértette személyes titkárát, Nathaniel Pottert, így Potter kiváló lehetőséget biztosított Gage-nek a Rogers elleni konspirációra. Potter eskü alatt vallotta, hogy Rogers azt állította, hogy hajlandó lenne átjátszani a tartományt a franciák kezére, amennyiben az angol kormány nem támogatná kormányzói célkitűzéseit.
Ezek az állítások megkérdőjelezhetőek. A franciáknak egyébként sem állt volna módjukban élni Rogers állítólagos ajánlkozásával, mivel a terület kulcsa, Montréal angol kézen volt. Ennek ellenére, Potter vallomása alapján Rogerst 1767-ben felségárulás vádjával letartóztatták, majd megláncolva Montréalba szállították, ahol bíróság elé állították. A tárgyalást 1768-ig elnapolták, felesége Elisabeth, aki egyetlen gyermekükkel ez idő tájt volt terhes, hazautazott Portsmouthba. A gyermek később jogász lett Portsmouthban, leszármazottai ma is élnek.
Gage nagy hibát követett el Rogers Montréalba küldésével, mivel ott Rogers jelentős támogatókat talált Amherst tábornok barátai személyében. Minden vád alól felmentették, és a felmentő határozatot a király is jóváhagyta. Pozíciója miatt azonban Gage-et nem marasztalhatta el hamis vád miatt, ezért egy olyan jegyzetet fűzött a szentesítéshez, mely szerint alapos okkal volt feltételezhető, hogy Rogers árulásra készült.
Mivel ezek után Gage hatalma miatt gondolni sem lehetett a visszatérésre Michilimackinacba, Rogers 1769-ben Angliába utazott, hogy nyomasztó adósságai miatt a királyhoz folyamodjék. Ám, bár biztató szavakat kapott, ez ügyben nem járt sikerrel, így hamarosan az adósok börtönében találta magát. Keresetet nyújtott be Gage ellen az alaptalan bebörtönzése miatt, ezt végül peren kívüli megegyezéssel rendezték, mely alapján végül sikerült kiharcolnia egy őrnagyi fizetés felét magának.

### Alkoholista, vagy kém?
Az angliai jogi procedúrák miatt Rogers lemaradt az elégedetlenkedő gyarmatok függetlenségi harcát közvetlenül megelőző főbb eseményekről. A lázadás közeli kitörését valószínűsítő híreket hallva 1775-ben tért vissza Amerikába. A telepesek legalább annyira nem láttak tisztán Rogers személyét illetőleg, akárcsak ő nem látott tisztán az ottani eseményekkel kapcsolatban. A telepesek most is Ranger parancsnokként tekintettek rá, és azt várták volna el, hogy ennek megfelelően viselkedjék. Ám Rogers valószínűleg már ebben az időben is súlyos alkoholizmusban szenvedett, amely beárnyékolta életének késői szakaszát és családja, vagyona és barátai elvesztéséhez vezetett.
Hogy pontosan mi történt az ő és a telepesek viszonyában, az nem tisztázott. Ő az az ember maradt, aki addig is volt, válhatott volna belőle tiszt a lázadók hadseregében is. Ehelyett azonban, mint a korabeli tudósítások erről megemlékeznek, a Nemzetbiztonsági Bizottság letartóztatta, mint potenciális kémet, és annak az ígéretnek a fejében bocsátotta szabadon, hogy nem fog fegyvert a lázadók ellen. A Kontinentális Kongresszus előbb megbízatást ajánlott neki az amerikai hadseregben, majd később visszavonta ezt, arra hivatkozva, hogy korábban brit tisztként szolgált. Rogers levélben folyamodott kinevezésért Washington tábornokhoz, aki azonban ehelyett elfogatta és bebörtönözte.

### A megtört ember
Élete késői szakaszában Rogers sem visszavonult honpolgárhoz, sem potenciális lázadóhoz hasonlóan nem viselkedett. Soha nem tért vissza New Hampshirebe, hogy rendezze kapcsolatát feleségével. Ehelyett az országot járva, beszédbe elegyedett mindféle emberrel, akár királyhűek, akár lázadók voltak. Többször állította, hogy menlevele van a Kongresszustól, és egyébként is ellentmondásos nézeteket hangoztatott. Washington tábornok szerint nem úgy viselkedett, mint egy kém, hanem mint egy megtört ember, aki csak árnyéka már korábbi önmagának. Szinte folyamatosan a kocsmák között ingázott.
Miután megszökött Washington fogságából, és szembesült azzal, hogy a felkelők nem bíznak benne, felajánlotta szolgálatait a király hadseregének. A britek maguk azon a véleményen voltak, hogy az egykor hírneves háborús hős személyében jó fogásra lelnek. Így 1776 augusztusában felállíthatott egy új Ranger-különítményt, amely Queen's York Rangers néven a kanadai hadseregben mindmáig létezik. Új parancsnoki tisztét alezredesi rangban látta el, bár megbízatása nem volt hosszú életű, és csak egyszer volt bevetésen csapataival.
1776-ban Rogers segédkezett Nathan Hale, a lázadók egyik kéme elfogásában. Erről Consider Tiffany, egy connecticuti királyhű boltos korabeli beszámolója tudósít. Tiffany szerint Rogers nem adott hitelt Hale állításának, miszerint tanárember lett volna, és magát szintén lázadó kémnek beállítva leleplezte.
Rogerst 1777-ben rossz egészségi állapotára való hivatkozással nyugdíjazták, ami arra utal, hogy súlyos alkoholizmusa miatt nem volt képes tovább ellátni tisztét. Szülőföldjére ekkor már nem térhetett vissza, mivel Hale elfogásában és a király hadseregében játszott szerepe a telepesek előtt végleg igazolták Washington Rogerssel szembeni gyanúját. Washington előterjesztésére a new hampshirei törvényhozás két Rogerssel kapcsolatos rendelkezést is meghozott: körözést adtak ki ellene, valamint a házasságát is érvénytelenítették hűtlenség miatt. Volt felesége később egy John Roche nevű amerikai hajóstiszttel házasodott össze.
Rövid angliai tartózkodás után Rogers 1779-ben tért vissza Amerikába, hogy Henry Clinton tábornoknak segédkezzen Ranger csapatok felállításában. Alkoholizmusa miatt azonban nem tudta ellátni tisztét, így rövidesen testvére, James vette át a feladatait. Miután egy amerikai kalózhajó elfogta, egy ideig New Yorkban raboskodott, míg 1782-ben sikerült megszöknie. 1783-ban a kivonuló brit csapatokkal együtt visszatért Angliába. Alkoholfüggőségét azonban továbbra sem volt képes leküzdeni, így újabb hivatást nem találva, szegénységben, adósságokat hátrahagyva halt meg Londonban 1795-ben.

## Emlékezete
2005. május 30-án szobrot avattak Rogers őrnagy tiszteletére a Hudson folyó New York-i szakaszán fekvő Rogers Islandon. A szobor közel esik a helyszínhez, ahol Rogers papírra vetette Rules of Discipline című művét.
Az irodalomban Rogersről Kenneth Roberts: Északnyugati átjáró című regénye emlékezik meg. A regény alapján mozifilm is készült az 1940-es években, Spencer Tracyvel a főszerepben.

## Fordítás
- Ez a szócikk részben vagy egészben  a   Robert Rogers (soldier) című angol Wikipédia-szócikk fordításán alapul.  Az eredeti cikk szerkesztőit annak laptörténete sorolja fel. Ez a jelzés csupán a megfogalmazás eredetét és a szerzői jogokat jelzi, nem szolgál a cikkben szereplő információk forrásmegjelöléseként.